# 沃爾納特格羅夫 (堪薩斯州)
沃爾納特格羅夫（英語：Walnut Grove）是位於美國堪薩斯州米切爾縣的一個非建制地區。

## 歷史
米切爾縣曾有兩處地方名為「沃爾納特格羅夫」。位於海斯鎮區的郵政局於1876年設立，其後於1881年結束營運。而位於布盧姆菲爾德鎮區的郵政局則於1886年設立，其後該郵政局於1894年從「Walnut Grove」更名為「Walnutgrove」，並於1901年結束營運。該地於1910年時有25人。

## 地理
沃爾納特格羅夫所處的海拔為高於海平面454米（即1489英呎），而該地所採用的時區為UTC-6，即北美中部時區（CST）。同時該地設有夏令時間，為UTC-6調快一小時，即UTC-5（CDT）。